# Gräfenhainichen
Gräfenhainichen es un municipio situado en el distrito de Wittenberg, en el estado federado de Sajonia-Anhalt (Alemania), a una altitud de 90 metros. Su población a finales de 2015 era de unos 12 000 habitantes y su densidad poblacional, 75 hab/km².
Se encuentra a poca distancia al norte de la frontera con el estado de Sajonia.